# Channa bankanensis
Channa bankanensis es una especie de pez del género Channa, familia Channidae. Fue descrita científicamente por Bleeker en 1853.
Se distribuye por Asia: Indonesia y Malasia. La longitud total (TL) es de 23,5 centímetros. Habita en arroyos de aguas negras.
Está clasificada como una especie marina inofensiva para el ser humano.